# دنیس بالانیوک
دنیس بالانیوک (اوکراینی: Денис Сергійович Баланюк؛ زادهٔ ۱۶ ژانویهٔ ۱۹۹۷) بازیکن فوتبال اهل اوکراین است.
از باشگاه‌هایی که در آن بازی کرده‌است می‌توان به باشگاه فوتبال دنیپرو و باشگاه فوتبال ویسوا کراکوف اشاره کرد.
وی همچنین در تیم‌های ملی فوتبال Ukraine national under-16 football team, Ukraine national under-17 football team, Ukraine national under-19 football team، و زیر ۲۱ سال اوکراین بازی کرده‌است.